# حمید عضدانلو
حمید عضدانلو (زاده ۱۳۲۷ تهران) مؤلف و مترجم ایرانی حوزه علوم سیاسی است.

## زندگی‌نامه
حیدر قجر عضدانلو که با نام حمید عضدانلو در جامعه روشنفکری ایران شناخته می‌شود، متولد سال ۱۳۲۷ در شهر تهران است. وی دارای فوق لیسانس علوم سیاسی و دکترای مطالعات تطبیقی در گفتمان جامعه (Discourse Analyses) از دانشگاه مینه سوتای امریکاست. او در دانشکده‌های جامعه‌شناسی دانشگاه تهران و دانشگاه آزاد اسلامی واحد رودهن و دانشگاه شهید بهشتی تدریس کرده‌است. او بسیاری از مطالب جان لاک را به فارسی ترجمه کرده‌است. عضدانلو همچنین نویسنده مقالات فراوانی در زمینه‌های مدرنیته و جامعه‌شناسی می‌باشد. او همچنین کتاب‌هایی در حوزه‌های مختلف من‌جمله نظریات ادوارد سعید و غیره را تألیف و ترجمه کرده‌است.

## تالیفات و ترجمه‌ها
کتاب‌هایی که توسط این نویسنده منتشر شده است:
- ۹۰ دقیقه با سقراط: سال ۱۳۷۸، انتشارات آموزش (ترجمه)
- گفتمان و جامعه: سال ۱۳۸۰، نشر نی (تألیف)
- نقش روشنفکر (ادوارد سعید): ۱۳۸۵، نشر نی (ترجمه)
- ادوارد سعید: ۱۳۸۳، نشر دفتر پژوهش‌های فرهنگی (تألیف)
- آشنایی با مفاهیم اساسی جامعه‌شناسی: ۱۳۸۴، نشر نی (تألیف)
- رساله‌ای دربارهٔ حکومت (جان لاک): ۱۳۸۸، نشر نی (ترجمه)
- سیاست و بنیان‌های فلسفی اندیشه سیاسی: ۱۳۸۹، نشر نی (تألیف)
- سیاست، قدرت، عقلانیت: ۱۳۹۱، نشر علم (تألیف)